# Cueva de Orda

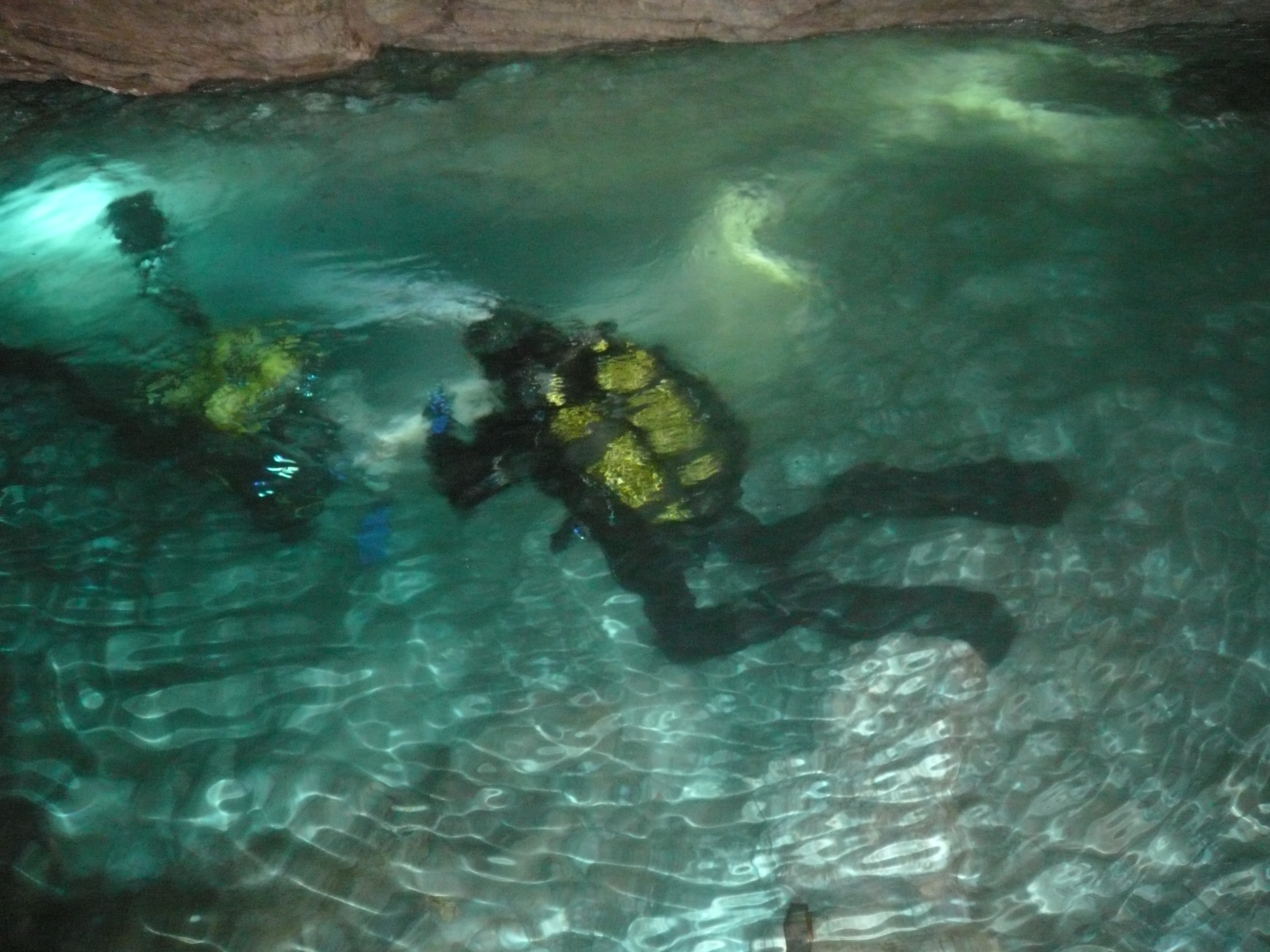
Espeleobuceo

La cueva de Orda (en ruso: Ординская, romanizado: Ordinskaya) es una cueva de cristal de yeso que se encuentra debajo de los Montes Urales occidentales. La desembocadura está cerca de la orilla del río Kungur, a las afueras de Orda, en el krai de Perm en Rusia. El sistema de cuevas se extiende a lo largo de 5,1 kilómetros, con alrededor de 4,8 kilómetros en su longitud total bajo el agua. Esto la convierte en una de las cuevas submarinas más largas y la cueva de yeso submarina más grande del mundo. Contiene el sifón más largo de la antigua Unión Soviética (935 metros).
La zona rica en minerales que rodea la cueva filtra el agua y la hace muy clara. Los buzos tienen una visibilidad de más de 50 yardas (46 m), lo que lo convierte en un lugar ideal para expediciones fotográficas. Viktor Lyagushkin, periodista y fotógrafo submarino, dirigió alrededor de 150 expediciones a las cuevas durante un período de seis meses en 2011. Las fotografías tomadas por su equipo se publicaron en el Proyecto de Concientización de la Cueva de Orda junto con historias de otros buzos que habían visitado el sistema de cuevas. El equipo de buceo también fue la primera persona en producir un panorama esférico de una cueva submarina.
Un mito local habla de la "Señora de la Cueva de Orda" que se dice que vive en las cuevas.
La cueva también ha sido visitada durante las inmersiones por Martyn Farr, Lamar Hires, Pascal Bernabé y Reggie Ross.